# Полілогізм
Полілогізм — хиба, полягає в тому, що представникам різних рас, соціальних класів або часів приписують використання різних логік. Нацизму, марксизму та деяким іншим політичним та соціальним філософським школам притаманна ця хиба.
Прибічники полілогізму мають відкидати закон протиріччя або не визнавати існування єдиної епістемологічно об'єктивної реальності.

## Приклад
Згідно з доктринами Марксизму, буття визначає свідомість. Належність до соціального класу визначає погляди. Оскільки наука існує лише в думках науковців й не може вийти за ці межі. Тому ставиться під сумнів можливість існування науки, яка б була істинною для людей всіх соціальних класів. Наступним кроком була розроблена спеціальна, пролетарська логіка, для розуміння якої слід було позбутись буржуазних стереотипів та упереджень. Та проголосити, що істина може бути встановлена лише засобами пролетарської логіки: «ідеї пролетарської логіки — це не ідеї партії, а результат логіки, чистої та простої».
Завдяки полілогізмові Марксизм захищається від критики, адже достатньо лише заявити, що опонент — носій буржуазної логіки. Карл Маркс, Фрідріх Енгельс та їхні послідовники не спростовували аргументи опонентів, натомість, атаками ad hominem вони намагались дискредитувати своїх супротивників.